# Лепилемур на Райт
Лепилемур на Райт (Lepilemur wrightae) е вид бозайник от семейство Тънкотели лемури (Lepilemuridae). Видът е застрашен от изчезване.

## Разпространение
Разпространен е в Мадагаскар.